# 豊橋花祭り
豊橋花祭り（とよはしはなまつり）は、愛知県豊橋市で行われる花祭り。
戦後、愛知県の奥三河地方（主に豊根村）から豊橋に移住した人たちが、父祖の地で行われていた花祭りを移住先の豊橋で1956年から開催する様になった。

## 豊橋花祭り日程
開催日は開始日基準
| 地区名        | 開催日 | 開始時刻 | 終了時刻 |
| ------------- | ------ | -------- | -------- |
| 豊橋市 西幸町 | 1月4日 | 15：00   | 24：00   |